# Léon Dolmans
Léon Léo Dolmans, né le 6 avril 1945 à Uikhoven en Belgique, est un footballeur international belge qui joue au poste de défenseur.

## Biographie
Léon Dolmans commence sa carrière en 1962 comme attaquant à Maasmechelen qui évolue en Promotion. Sa première saison est couronnée de succès puisque, à la suite du déclassement du Hasselt VV pour « falsification de compétition » ou « tentative de falsification de compétition », le club est déclaré champion de sa série et est promu en troisième division. En 1964, il rejoint Waterschei THOR, qui évolue dans la même série et vient de remporter le titre, accédant ainsi à l'antichambre de l'élite.
Dolmans, entretemps élu capitaine, recule au milieu du jeu ou en défense et devient la force motrice du club limbourgeois qui termine systématiquement dans le haut du classement mais n'arrive pas à forcer la promotion dans la division la plus élevée. Waterschei devra patienter encore dix ans avant d'accéder à nouveau à la première division et réaliser un magnifique parcours en Coupe des Coupes 1982-1983 en atteignant les demi-finales, puis de se retrouver au centre du fameux scandale dénommé "Affaire Standard-Waterschei".
Après six saisons chez les Thorians, il est transféré par le Standard de Liège,. Dolmans devient le back gauche titulaire du grand Standard du début des années 1970. Il forme un duo de siamois avec Wilfried Van Moer avec qui il s'entend particulièrement bien, ceux-ci sont surnommés Kitchy et Dolly,.
Durant sa période Rouche, il dispute 10 matches avec l'équipe de Belgique, dont la petite finale de l'Euro 1972. Il quitte le Standard en 1975, à la suite d'un différend avec l'entraîneur Cor van der Hart, pour filer au Beringen FC, où le rejoindra son ami Van Moer la saison suivante.
Il y termine sa carrière professionnelle en 1977 et devient ensuite joueur-entraîneur lors de la saison 1978-1979 à Waremme en amateur avant de raccrocher définitvement les crampons au Sporting Houthalen en 1981.

## Statistiques

### En club
| Saison                | Club                        | Championnat           | Championnat | Championnat | Coupe nationale | Coupe nationale | Coupe de la Ligue | Coupe de la Ligue | Compétition(s) continentale(s) | Compétition(s) continentale(s) | Compétition(s) continentale(s) | Total | Total |
| Saison                | Club                        | Division              | M.          | B.          | M.              | B.              | M.                | B.                | Comp.                          | M.                             | B.                             | M.    | B.    |
| 1962-1963             | Verbr. Mechelen-aan-de-Maas | Promotion C (D4)      | 12          | 12          | -               | -               | -                 | -                 | -                              | -                              | -                              | 12    | 12    |
| 1963-1964             | Verbr. Mechelen-aan-de-Maas | Division 3A           | 25          | 15          | -               | -               | -                 | -                 | -                              | -                              | -                              | 25    | 15    |
| Sous-total            | Sous-total                  | Sous-total            | 37          | 27          | -               | -               | -                 | -                 | -                              | -                              | -                              | 37    | 27    |
| 1964-1965             | Waterschei THOR             | Division 2            | 18          | 4           | -               | -               | -                 | -                 | -                              | -                              | -                              | 18    | 4     |
| 1965-1966             | Waterschei THOR             | Division 2            | 25          | 1           | 3               | 0               | -                 | -                 | -                              | -                              | -                              | 28    | 1     |
| 1966-1967             | Waterschei THOR             | Division 2            | 25          | 1           | -               | -               | -                 | -                 | -                              | -                              | -                              | 25    | 1     |
| 1967-1968             | Waterschei THOR             | Division 2            | 28          | 5           | 2               | 1               | -                 | -                 | -                              | -                              | -                              | 30    | 6     |
| 1968-1969             | Waterschei THOR             | Division 2            | 27          | 9           | 6               | 2               | -                 | -                 | -                              | -                              | -                              | 33    | 11    |
| 1969-1970             | Waterschei THOR             | Division 2            | 26          | 4           | 1               | 0               | -                 | -                 | -                              | -                              | -                              | 27    | 4     |
| Sous-total            | Sous-total                  | Sous-total            | 149         | 24          | 12              | 3               | -                 | -                 | -                              | -                              | -                              | 161   | 27    |
| 1970-1971             | Standard de Liège           | Division 1            | 21          | 1           | 2               | 0               | -                 | -                 | C1                             | 2                              | 0                              | 25    | 1     |
| 1971-1972             | Standard de Liège           | Division 1            | 28          | 0           | 4               | 0               | -                 | -                 | C1                             | 6                              | 0                              | 38    | 0     |
| 1972-1973             | Standard de Liège           | Division 1            | 30          | 4           | 4               | 0               | 1                 | 1                 | C2                             | 2                              | 0                              | 37    | 5     |
| 1973-1974             | Standard de Liège           | Division 1            | 24          | 0           | -               | -               | 1                 | 0                 | CI+C3                          | 6+6                            | 0+0                            | 37    | 0     |
| 1974-1975             | Standard de Liège           | Division 1            | 7           | 0           | -               | -               | -                 | -                 | CI                             | 2                              | 0                              | 9     | 0     |
| Sous-total            | Sous-total                  | Sous-total            | 110         | 5           | 10              | 0               | 2                 | 1                 | -                              | 24                             | 0                              | 146   | 6     |
| 1975-1976             | Beringen FC                 | Division 1            | 36          | 4           | 1               | 0               | -                 | -                 | -                              | -                              | -                              | 37    | 4     |
| 1976-1977             | Beringen FC                 | Division 1            | 27          | 2           | 1               | 0               | -                 | -                 | -                              | -                              | -                              | 28    | 2     |
| Sous-total            | Sous-total                  | Sous-total            | 63          | 6           | 2               | 0               | -                 | -                 | -                              | -                              | -                              | 65    | 6     |
| 1978-1979             | Stade Waremme               | Promotion D (D4)      | -           | -           | -               | -               | -                 | -                 | -                              | -                              | -                              | 0     | 0     |
| 1979-1980             | Houthalen VV                | Séries provinciales   | -           | -           | -               | -               | -                 | -                 | -                              | -                              | -                              | 0     | 0     |
| 1980-1981             | Houthalen VV                | Séries provinciales   | -           | -           | -               | -               | -                 | -                 | -                              | -                              | -                              | 0     | 0     |
| Sous-total            | Sous-total                  | Sous-total            | -           | -           | -               | -               | -                 | -                 | -                              | -                              | -                              | 0     | 0     |
| Total sur la carrière | Total sur la carrière       | Total sur la carrière | 359         | 62          | 24              | 3               | 2                 | 1                 | -                              | 24                             | 0                              | 409   | 66    |

### En sélections nationales
| Saison                | Sélection             | Phases finales        | Phases finales | Phases finales | Phases finales | Éliminatoires CDM | Éliminatoires CDM | Éliminatoires CDM | Éliminatoires EURO | Éliminatoires EURO | Éliminatoires EURO | Matchs amicaux | Matchs amicaux | Matchs amicaux | Total | Total | Total |
| Saison                | Sélection             | Compétition           | M              | B              | Pd             | M                 | B                 | Pd                | M                  | B                  | Pd                 | M              | B              | Pd             | M     | B     | Pd    |
| --------------------- | --------------------- | --------------------- | -------------- | -------------- | -------------- | ----------------- | ----------------- | ----------------- | ------------------ | ------------------ | ------------------ | -------------- | -------------- | -------------- | ----- | ----- | ----- |
| 1968-1969             | Belgique aspirants    | -                     | -              | -              | -              | -                 | -                 | -                 | -                  | -                  | -                  | 1              | 0              | 0              | 1     | 0     | 0     |
| 1970-1971             | Belgique aspirants    | -                     | -              | -              | -              | -                 | -                 | -                 | -                  | -                  | -                  | 1              | 0              | 0              | 1     | 0     | 0     |
| 1972-1973             | Belgique aspirants    | -                     | -              | -              | -              | -                 | -                 | -                 | -                  | -                  | -                  | 1              | 0              | 0              | 1     | 0     | 0     |
| Sous-total            | Sous-total            | Sous-total            | -              | -              | -              | -                 | -                 | -                 | -                  | -                  | -                  | 3              | 0              | 0              | 3     | 0     | 0     |
| 1971-1972             | Belgique              | Euro 1972             | 2              | 0              | 0              | 1                 | 0                 | 0                 | 4                  | 0                  | 0                  | 1              | 0              | 0              | 8     | 0     | 0     |
| 1972-1973             | Belgique              | -                     | -              | -              | -              | 1                 | 1                 | 0                 | -                  | -                  | -                  | -              | -              | -              | 1     | 1     | 0     |
| 1973-1974             | Belgique              | -                     | -              | -              | -              | 1                 | 1                 | 0                 | -                  | -                  | -                  | 0              | 0              | 0              | 1     | 1     | 0     |
| Sous-total            | Sous-total            | Sous-total            | 2              | 0              | 0              | 3                 | 2                 | 0                 | 4                  | 0                  | 0                  | 1              | 0              | 0              | 10    | 2     | 0     |
| Total sur la carrière | Total sur la carrière | Total sur la carrière | 2              | 0              | 0              | 3                 | 2                 | 0                 | 4                  | 0                  | 0                  | 4              | 0              | 0              | 13    | 2     | 0     |

### Matchs internationaux
| Matchs internationaux de Léon Dolmans, | Matchs internationaux de Léon Dolmans, | Matchs internationaux de Léon Dolmans,  | Matchs internationaux de Léon Dolmans, | Matchs internationaux de Léon Dolmans, | Matchs internationaux de Léon Dolmans,  | Matchs internationaux de Léon Dolmans, | Matchs internationaux de Léon Dolmans,                                    |
| #                                      | Date                                   | Lieu                                    | Adversaire                             | Résultat                               | Compétition                             | Club                                   | Notes                                                                     |
| -------------------------------------- | -------------------------------------- | --------------------------------------- | -------------------------------------- | -------------------------------------- | --------------------------------------- | -------------------------------------- | ------------------------------------------------------------------------- |
| 1                                      | 7 novembre 1971                        | Stade du Panorama, Verviers, Belgique   | Luxembourg                             | V 1 - 0                                | Match amical                            | Standard de Liège                      | Titulaire.                                                                |
| 2                                      | 10 novembre 1971                       | Pittodrie Stadium, Aberdeen, Écosse     | Écosse                                 | D 0 - 1                                | Éliminatoires de l'Euro 1972            | Standard de Liège                      | Titulaire.                                                                |
| 3                                      | 21 novembre 1971                       | Estádio da Luz, Lisbonne, Portugal      | Portugal                               | N 1 - 1                                | Éliminatoires de l'Euro 1972            | Standard de Liège                      | Titulaire, écope d'un carton jaune à la 9e minute de jeu.                 |
| 4                                      | 29 avril 1972                          | Stade San Siro, Milan, Italie           | Italie                                 | N 0 - 0                                | Éliminatoires de l'Euro 1972            | Standard de Liège                      | Entre en jeu à la place de Maurice Martens à la 53e minute de jeu.        |
| 5                                      | 13 mai 1972                            | Stade Emile Versé, Bruxelles, Belgique  | Italie                                 | V 2 - 1                                | Éliminatoires de l'Euro 1972            | Standard de Liège                      | Titulaire.                                                                |
| 6                                      | 18 mai 1972                            | Stade Maurice Dufrasne, Liège, Belgique | Islande                                | V 4 - 0                                | Éliminatoires de la Coupe du monde 1974 | Standard de Liège                      | Titulaire.                                                                |
| 7                                      | 14 juin 1972                           | Bosuilstadion, Deurne, Belgique         | Allemagne de l'Ouest                   | D 1 - 2                                | Euro 1972                               | Standard de Liège                      | Titulaire.                                                                |
| 8                                      | 17 juin 1972                           | Stade Maurice Dufrasne, Liège, Belgique | Hongrie                                | V 2 - 1                                | Euro 1972                               | Standard de Liège                      | Titulaire, écope d'un carton jaune.                                       |
| 9                                      | 4 octobre 1972                         | Ullevaal Stadion, Oslo, Norvège         | Norvège                                | V 2 - 0                                | Éliminatoires de la Coupe du monde 1974 | Standard de Liège                      | Titulaire et buteur, remplacé par Maurice Martens à la 87e minute de jeu. |
| 10                                     | 31 octobre 1973                        | Stade Emile Versé, Bruxelles, Belgique  | Norvège                                | V 2 - 0                                | Éliminatoires de la Coupe du monde 1974 | Standard de Liège                      | Titulaire et buteur.                                                      |

| Matchs aspirants de Léon Dolmans | Matchs aspirants de Léon Dolmans | Matchs aspirants de Léon Dolmans         | Matchs aspirants de Léon Dolmans | Matchs aspirants de Léon Dolmans | Matchs aspirants de Léon Dolmans | Matchs aspirants de Léon Dolmans | Matchs aspirants de Léon Dolmans |
| #                                | Date                             | Lieu                                     | Adversaire                       | Résultat                         | Compétition                      | Club                             | Notes                            |
| -------------------------------- | -------------------------------- | ---------------------------------------- | -------------------------------- | -------------------------------- | -------------------------------- | -------------------------------- | -------------------------------- |
| 1                                | 25 mai 1969                      | Albertparkstadion, Ostende, Belgique     | Angleterre espoirs               | D 0 - 1                          | Match amical                     | Waterschei THOR                  | Titulaire.                       |
| 2                                | 14 novembre 1970                 | Stade de l'Armoricaine, Brest, France    | France espoirs                   | N 1 - 1                          | Match amical                     | Standard de Liège                | Titulaire.                       |
| 3                                | 29 mars 1973                     | Stade Albert Dyserynck, Bruges, Belgique | États-Unis                       | V 6 - 0                          | Match amical                     | Standard de Liège                | Titulaire.                       |

### Buts internationaux
| Buts internationaux de Léon Dolmans | Buts internationaux de Léon Dolmans | Buts internationaux de Léon Dolmans    | Buts internationaux de Léon Dolmans | Buts internationaux de Léon Dolmans | Buts internationaux de Léon Dolmans     | Buts internationaux de Léon Dolmans | Buts internationaux de Léon Dolmans | Buts internationaux de Léon Dolmans | Buts internationaux de Léon Dolmans |
| #                                   | Date                                | Lieu                                   | Adversaire                          | Résultat                            | Compétition                             | Détail                              | Détail                              | Détail                              | Cape                                |
| ----------------------------------- | ----------------------------------- | -------------------------------------- | ----------------------------------- | ----------------------------------- | --------------------------------------- | ----------------------------------- | ----------------------------------- | ----------------------------------- | ----------------------------------- |
| 1                                   | 4 octobre 1972                      | Ullevaal Stadion, Oslo, Norvège        | Norvège                             | V 2 - 0                             | Éliminatoires de la Coupe du monde 1974 | 60e (pen.)                          | du pied gauche                      | 0-1                                 | 9e                                  |
| 2                                   | 31 octobre 1973                     | Stade Emile Versé, Bruxelles, Belgique | Norvège                             | V 2 - 0                             | Éliminatoires de la Coupe du monde 1974 | 32e (pen.)                          | du pied gauche                      | 1-0                                 | 10e                                 |

## Palmarès

### En club
|  |  | Verbr. Mechelen-aan-de-Maas - Championnat de Belgique de Promotion (1) : - Champion : 1963. |  | Standard de Liège - Championnat de Belgique (1) : - Champion : 1971. - Vice-champion : 1973. - Coupe de Belgique : - Finaliste : 1972 et 1973. - Coupe de la Ligue (1) : - Vainqueur : 1975. - Finaliste : 1974. |

### En sélections nationales
|  |  | Belgique - Championnat d'Europe : - Troisième : 1972. |

## Vie privée
En 1971, Dolmans épouse Alice Willems, une chanteuse flamande mieux connue sous le nom de Peggy (nl) qui a enregistré un certain nombre de tubes en Flandre entre 1968 et 1972. De son mariage jusqu'en 2005, ils ont dirigé ensemble un restaurant à Tongres.